# Seydou Keita
Seydou Keita, mais conhecido como Keita (Bamako, 16 de janeiro de 1980), é um ex-futebolista maliano que atuava como volante e meia. Atualmente está aposentado.

## Carreira
Considerado um dos maiores jogadores da Seleção de Mali, passou por grandes clubes com maior destaque para o Barcelona, clube esse pelo qual ele levantou duas vezes a taça da Champions League. Por essa e outras razões, tornou-se um caso raro de jogadores malineses que fazem sucesso em solo europeu, conseguindo manter-se durante muitos anos um alto nível, em virtude de estar disputando as competições de grande relevância no cenário futebolístico.

## Títulos
Lorient
- Copa da França: 2001–02

 Sevilla
- Supercopa da Espanha: 2007

 Barcelona
- Copa do Mundo de Clubes da FIFA: 2009, 2011
- Liga dos Campeões da UEFA: 2008–09, 2010–11
- Supercopa da UEFA: 2009, 2011
- Campeonato Espanhol: 2008–09, 2009–10, 2010–11
- Copa do Rei da Espanha: 2008–09, 2011-12
- Supercopa da Espanha: 2009, 2010, 2011
- Troféu Joan Gamper: 2008, 2010, 2011
- Copa Audi: 2011

 Seleção Maliana
- Copa Amílcar Cabral: 2007